# کی میکورییا
کی میکورییا (ژاپنی: 御厨 景؛ زادهٔ ۲۹ اوت ۱۹۷۷) یک بازیکن فوتبال اهل ژاپن است.
از باشگاه‌هایی که در آن بازی کرده‌است می‌توان به باشگاه فوتبال یوکوهاما مارینوس و باشگاه فوتبال وگالتا سندای اشاره کرد.